# Juan Ramón Verón
Juan Ramón Verón (La Plata, 17 maart 1944 – aldaar, 27 mei 2025) was een Argentijnse voetballer. Hij was de vader van Juan Sebastián Verón.

## carrière
Verón begon zijn profcarrière in 1962 bij Estudiantes. Hij maakte deel uit van het team onder leiding van Osvaldo Zubeldía, dat de Metropolitano van 1967 won en van 1968 tot 1970 laureaat was in de Copa Libertadores. In 1968 speelde hij de intercontinentale beker tegen Manchester United. Nadat Estudiantes thuis met 1-0 won speelde het 1-1 gelijk in Manchester, Verón scoorde hierbij één keer en werd zo wereldkampioen met Estudiantes. Hij speelde ook in de gewelddadige wedstrijd om de intercontinentale beker tegen AC Milan in 1969 en tegen Feyenoord Rotterdam in 1970, die de club telkens verloor.
Na een paar jaar in het Griekse Athene bij Panathinaikos keerde hij terug naar Estudiantes. Hij ging daarna naar het Colombiaanse Atlético Junior, waarmee hij de titel won in 1977. In 1981 beëindigde hij zijn spelerscarrière bij Estudiantes.
Verón werd ook trainer, en werkte nadien nog enige tijd als adviseur voor Estudiantes.
Verón overleed op 81-jarige leeftijd.

## Erelijst
Estudiantes
- Primera División: Metropolitano 1967
- Copa Libertadores: 1968, 1969, 1970
- Wereldbeker voor clubteams: 1968

 Atlético Junior
- Categoría Primera A: 1977